# شارل روبيرت سوارت
شارل روبيرت سوارت (بالإنجليزية: Charles Robberts Swart) ( 15 ديسمبر 1894 - 16 يوليو 1982) سياسي جنوب أفريقي من الحزب الوطني تولى رئاسة الجمهورية في البلاد بتاريخ 31 ماي 1961م وذلك أثناء حكم نظام الفصل العنصري الأبارتايد دام حكمه 6 سنوات أي حتى 31 ماي 1967 م. خلفه ثيوفيليس دونغس

## روابط خارجية
- شارل روبيرت سوارت على موقع مونزينجر (الألمانية)